# Washington Phillips
George Washington « Wash » Phillips (comté de Freestone, 11 janvier 1880 – Teague, 20 septembre 1954) est un chanteur et instrumentiste gospel et gospel blues américain. La nature exacte de l'instrument ou des instruments qu'il a joués est incertaine, étant identifié seulement comme accompagnement de nouveauté [novelty accompaniment] sur les étiquettes des 78 tours publiés au cours de sa vie.

## Biographie
Phillips naît dans le comté de Freestone, au Texas le 11 janvier 1880. Il est le fils de Tim Phillips, originaire du Mississippi et de Nancy Phillips, née Cooper, du Texas.
Les gens qui le connaissaient adulte, ont témoigné de sa taille massive, mesurant 1 m 73 ou 75, pour 82 kg ; et qu'il était un consommateur de tabac à priser. Il cultive 12 à 16 ha de terres des usines de Simsboro près de Teague, au Texas. Il est décrit comme un prédicateur itinérant [jack-leg preacher], c'est-à-dire quelqu'un qui n'est pas nécessairement ordonné pour un ministère, ce qui lui permettrait d'assister régulièrement à des services dans les églises en espérant une occasion de prêcher. Le plus souvent à l'adresse de rassemblements spontanés dans la rue, ou dans des églises créés dans d'anciens magasins [Storefront church] . Il est membre de l'Église Baptiste, Pleasant Hill Trinity, qui se trouve dans les usines de Simsboro, mais est également connu pour avoir participé à l'Église de Dieu en Christ « sanctifiée » Saint-Paul et à l'Église méthodiste Saint-James, de Teague. Sa chanson « Denomination Blues » critique le sectarisme de la religion organisée et l'hypocrisie des prédicateurs. Sa foi sincère et simple est résumée dans les deux dernières lignes de cette chanson :
« It's right to stand together, it's wrong to stand apart,
'Cause none's going to heaven but the pure in heart. And that's all. »
« Il est juste de se tenir debout ensemble, il est faux de se séparer, 
parce qu'aucun ne va au ciel sauf le cœur pur. Et c'est tout. »
En 1927‑1929, il enregistre 18 chansons sous la direction de Frank B. Walker pour Columbia Records, dans un studio d'enregistrement de fortune  à Dallas, au Texas. Six de ces chansons ont constitué la première et la deuxième face de disques. Quatre chansons sont restées inédites à l'époque et deux ont été perdues.
Le 20 septembre 1954, il meurt de blessures à la tête subies lors une chute dans les escaliers du bureau d'aide sociale à Teague. Il est enterré dans une fosse du Cimetière Coton Gin, à dix kilomètres à l'ouest de Teague. Son épouse Marie, lui a survécu,.
Certaines sources donnent sa date de naissance comme c. 1892 et son lieu de décès en décembre 1938, à l'Hôpital d'État Austin. Les recherches ont montré que c'était un autre Washington Phillips, fils de Houston Phillips et Emma Phillips (née Titus) ; lui aussi fermier près de Teague.
Certaines sources (notamment, l'entrée AllMusic) prétendent qu'il était aveugle, mais les meilleures sources, suggèrent qu'il n'avait rien de moins que la vue parfaite.

## Instruments de Phillips
Une photographie parue dans The Louisiana Weekly du 14 janvier 1928, montre Phillips tenant deux  cithares. Cette date se situe entre la deuxième et la troisième des cinq séances d'enregistrement pour Columbia. L'instrument dans sa main droite, est identifié comme un célestaphone. Celui de sa main gauche est un phonoharp, tous deux fabriqués par la  Phonoharp Company ; dans les deux cas, les marteaux sont manquants (les instruments ont été vendus comme dulcimer à marteaux).
Dans les années 1960, Frank B. Walker a identifié l'instrument de Phillips et l'écrivain et musicologue Paul Oliver comme un « dulceola », affirmant que « personne d'autre sur terre ne pouvait les utiliser en dehors de lui ». Avant une session d'enregistrement, Phillips passerait une demi-heure ou plus de l'assemblage. Il a souvent été supposé que Walker signifiait une dolceola, mais ce ne peut pas être le cas : les dolceola ont été fabriqués, vendus et commercialisé et n'ont pas besoin d'un montage avant d'être utilisés. Il semble plus probable que le nom de « dulceola » a été inventé spécialement pour les instruments insolites réalisés par Phillips lui-même à partir de divers rebuts.
Les sources audios suggèrent que Phillips frotte et pince les cordes de son instrument et n'utilise pas de marteau. Certains auditeurs ont affirmé discerner les différences entre les instruments qu'il utilise dans différentes chansons.
En 2016, le journaliste Michael Corcoran découvre un article de journal de 1907, qui rapporte que le nom de l'instrument de Phillips était un « manzarene » et plus loin, le décrit comme «une boîte à environ 2×3 pieds, [sur] 6 pouces de profondeur, sur laquelle il a tendu des cordes de violon, quelque chose de l'ordre d'une harpe... Il utilise les deux mains et joue toutes sortes d'airs ». Cette découverte nouvelle du nom de l'instrument a été pris en compte pour le titre de la parution de 2016 de la collection des enregistrements de Phillips : Washington Phillips and His Manzarene Dreams.

## Enregistrements
Effectués en cinq sessions en décembre 1927, décembre 1928 et décembre 1929 :
- Lift Him Up That's All
- Paul And Silas In Jail
- Mother's Last Word To Her Son
- The Church Needs Good Deacons
- Jesus Is My Friend
- A Mother's Last Word To Her Daughter
- I Had A Good Father And Mother
- I Am Born To Preach The Gospel
- Take Your Burden To The Lord And Leave It There
- Denomination Blues – Partie 1
- Denomination Blues – Partie 2
- What Are They Doing In Heaven Today
- I've Got The Key To The Kingdom
- Train Your Child
- You Can't Stop A Tattler – Partie 1
- You Can't Stop A Tattler – Partie 2

## Héritage culturel
De nombreuses compilations des enregistrements complets de Washington Phillips ont été publiés, tels que The Key to the Kingdom sur Yazoo Records en 2005. Ses chansons ont été reprises par divers artistes :
- Sister Rosetta Tharpe a enregistré « That's All » en 1938 (Decca 2503B) : Il s'agit de « Denomination Blues » avec texte altéré et avec un titre différent, tiré du refrain.
- Ry Cooder reprend « Denomination Blues » de Phillips dans son album de 1971, Into the Purple Valley et « You Can't Stop a Tattler », comme « Tattler », dans son album Paradise and Lunch (1974).
- « Denomination Blues » a également été repris par des groupes chrétiens contemporains 2nd Chapter of Acts, sur leur album de concert 1975, To the Bride avec Barry McGuire et un groupe rock, The 77s sur leur premier album Ping Pong over the Abyss (1983).
- Jorma Kaukonen reprend « What Are They Doing in Heaven Today » comme dernière chanson de son album de 2002, Blue Country Heart.
- Will Oldham reprend de Phillips, « I Had a Good Father and Mother » sur l'album, Palace Brothers, There Is No-One What Will Take Care of You (1993). Gillian Welch reprend aussi cette chanson dans sa chanson de son album de 2003 intitulé Soul Journey.
- The Be Good Tanyas reprend « What are They Doing in Heaven Today » sur Hello Love.
- « What Are They Doing in Heaven Today » apparaît dans une scène du film Rencontres à Elizabethtown, où le personnage principal visite le mémorial national à Oklahoma.
- Mogwai interprète une version de « What Are They Doing in Heaven Today » pour la bande originale intitulée Les Revenants pour la série télévisée française du même nom.
- Phish a repris « Paul and Silas in Jail » de multiples fois et est devenu devenue une partie relativement fréquente de leurs concerts 1990 à 1993, et jouée depuis occasionnellement.
- « I Am Born to Preach the Gospel » de Phillips, figure sur la bande son du film de 2009 de Werner Herzog, Dans l'œil d'un tueur (My Son, My Son, What Have Ye Done?). Figurant également dans la chanson « The Dyslexic Porn Star Who Funked in Her Space » par l'ensemble britannique Morcheeba.
- Ralph Stanley reprend « Lift Him Up That's All » de  Phillips sur son album de 2011, A Mother's Prayer.
- En 2009, Atlas Sound utilise « Lift Him Up That's All » de  Phillips pour la chanson « Washington School » sur son album Logos.
- « Mothers Last Word to Her Son » est largement présenté dans le film We Need to Talk about Kevin.
- Colin Stetson, saxophoniste de Montréal, reprend « What Are They Doing in Heaven Today » sur New History Warfare Vol. 3: To See More Light. La piste comprend Justin Vernon de Bon Iver pour la partie vocale.
- Mavis Staples reprend « What Are They Doing in Heaven Today » sur Your Good Fortune (2015).